# Mario Bergara
Mario Ludovico Bergara (Montevideo, 1937. december 1. – 2001. február 28.) uruguayi válogatott labdarúgó.
Az uruguayi válogatott tagjaként részt vett az 1959-es ecuadori Dél-amerikai bajnokságon és az 1962-es világbajnokságon.

## Sikerei, díjai
Club Nacional
- Uruguayi bajnok (1): 1963
- Copa Libertadores döntős (1): 1964

Uruguay
- Dél-amerikai bajnok (1): 1959 (Ecuador)